# Airpods

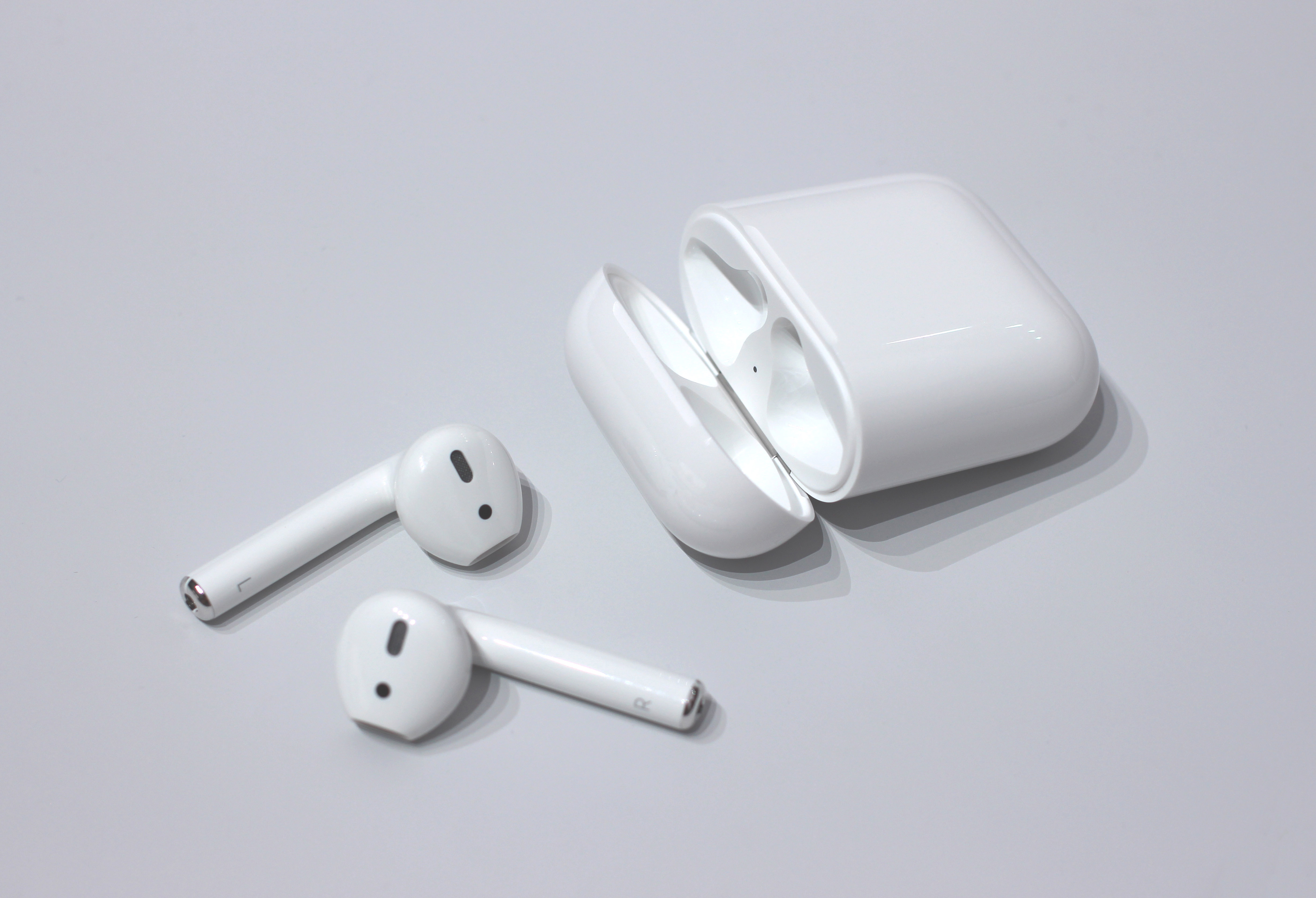
Hörlurarna

Airpods (av Apple skrivet AirPods) är trådlösa Bluetoothhörlurar som tillverkas av Apple Inc. De presenterades den 7 september 2016 tillsammans med lanseringen av Iphone 7. Hörlurarna finns i tre varianter, de andra två går under tilläggsnamnet Pro och Max.
Förutom att spela upp ljud innehåller hörlurarna även en mikrofon som dels tar in ljud vid samtal samt för Pro- och Maxmodellerna filtrerar bort bakgrundsbrus samt en inbyggd accelerometer och optiska sensorer för knapptryckningar och placering i örat, vilket möjliggör att ljudet automatiskt pausas då man tar ur dem ur örat.